# Lemonade Mouth – Die Geschichte einer Band
Lemonade Mouth – Die Geschichte einer Band ist ein US-amerikanischer Disney Channel Original Movie, der auf dem gleichnamigen Buch von Mark Peter Hughes basiert. Das Drehbuch schrieb April Blair, und Patricia Riggen führte Regie. Der Film erzählt die Geschichte von fünf Teenagern, die sich beim Nachsitzen kennenlernen und eine Band gründen. Der Film wurde im amerikanischen Disney Channel am 15. April 2011 erstausgestrahlt. In Deutschland hatte er seine Premiere am 27. Mai 2011. Die Free-TV Premiere war am 3. Juli 2011 auf ProSieben.

## Handlung
Die fünf Schüler Olivia White, Mo Banjeree, Charlie Delgado, Stella Yamada und Wen Gifford der Mesa High School müssen alle bei Miss Reznik nachsitzen. Diese ist sauer auf den Schuldirektor Brenigan, da der den Musikraum wegen einer neuen Turnhalle für das Fußball-Team in den Keller verfrachtet hat. Die Schüler sollen den Musikraum aufräumen, während Miss Reznik zum Direktor geht, um sich zu beschweren. Durch die Geräusche des Raumes bilden die fünf Schüler eine Melodie und Olivia beginnt Turn Up the Music zu singen. Als die Lehrerin die Schüler beim Musizieren erwischt, glauben sie zuerst, dass sie nun wieder in Schwierigkeiten stecken. Stattdessen lobt Miss Reznik die Schüler und will mit ihnen eine Band gründen. Jedoch verweigern alle außer Wen die Teilnahme in der Band.
Weil Stella zu Hause von ihrer Familie ignoriert wird, will sie sich mit den anderen in Dantes Pizzeria treffen. Sie informiert die anderen, dass sie einen Auftritt bei der Halloween-Party und bei dem Talentwettbewerb Rising Star hätten. Die anderen sind nicht gleich begeistert, da bei der Party die Schüler-Band Mudslide Crush auftreten. Jedoch geben sich Olivia, Charlie und Mo einen Ruck und treten der Band bei. Die erste Probe wird jedoch zum Desaster und Mo und Charlie wollen schon aufgeben, als Olivia den Song Somebody singt und sie so zum Bleiben bewegt. Vor jeder Probe trinken sie „Mels Limonade“, die in einem Automaten vor dem Musikraum erhältlich ist. Sie überlegen sich lange einen Bandnamen, aber es fällt ihnen keiner ein.
Während einer Mittagspause wird Olivia von Ray Beech, dem Leadsänger von Mudslide Crush, Jules und Patty in die Enge getrieben. Stella eilt Olivia zur Hilfe und spuckt Ray mit Limonade an. Ray ist außer sich und als Mr. Brenigan auftaucht, behauptet er, dass Olivia und die anderen angefangen und ihn dann mit Limonade angespuckt hätten. Dadurch kommt die Band zu ihrem Namen Lemonade Mouth.
Als sie wieder vor einer Bandprobe Limonade trinken wollen, müssen sie feststellen, dass der Automat entfernt werden soll. Sie müssen erfahren, dass der Automat wegen eines Getränke-Sponsors der Turnhalle entfernt werden muss. Später muss Mo mitansehen, wie ihr Freund Scott mit einem anderen Mädchen flirtet.
Auf der Halloween-Party singen sie das Lied Determinate, das von Wen und Olivia komponiert wurde, und werden von den Gästen bejubelt. Auch Mr. Brenigan liebt den Song, aber er wird sauer, als Stella die Gäste informiert, dass der Limonaden-Automat abgeschafft werden soll. Außerdem singen sie das rebellische Lied Here We Go und Brenigan dreht der Band den Strom ab. Am darauffolgenden Tag droht der Schuldirektor der Band, dass sie alle von der Schule suspendiert würden, sollten sie noch einmal dort singen. Als sie dann später in der ganzen Stadt Banner von Lemonade Mouth sehen, beschließen sie, in Dantes Pizzeria aufzutreten. Mo singt dort das Lied She’s So Gone. Auch wird das Lied Determinate im Radio gespielt.
Während dieser Zeit werden aus den fünf Schülern nicht nur Stars an ihrer Schule, sondern auch die besten Freunde. Dadurch erfahren sie vieles voneinander. Mo muss sich eingestehen, dass sie niemals die Tochter sein wird, die ihr Vater sich wünscht. Charlie wird von seinen Eltern immer mit seinem älteren Bruder verglichen. Stella muss erkennen, dass sie von ihrer Familie hängen gelassen wird. Wen kann nicht damit umgehen, dass sein Vater eine 28-jährige Studentin als Freundin hat, die er nun heiraten will. Und Olivia ist zutiefst geschockt, als ihre Katze, die ihrer toten Mutter gehört hatte, stirbt und sie ihren Freunden erzählt, dass ihr Vater im Gefängnis sitzt und sie sich für ihn schämt. Danach nehmen sie den Song More Than A Band auf.
Wenige Tage später hat die Band wieder Pech: Charlie gesteht Mo seine Liebe. Sie sagt ihm jedoch, dass sie nur Freundschaft empfindet. Olivia verliert ihre Stimme, Mo bekommt 39 Grad Fieber, Charlie bricht sich die Finger und Wen bekommt beim Aufhängen eines Bildes ein blaues Auge und kann nicht mehr richtig sehen. Wen will alles absagen, was Olivia nicht verstehen kann, da sie so hart dafür gearbeitet haben. Die beiden streiten sich. Dann sagt sie ihm, dass sie bei Lemonade Mouth nur seinetwegen mitgemacht hatte.
Stella ruft eines Morgens alle an und fordert sie auf, zur Schule zu kommen. Als sie ankommen, müssen sie mitansehen, wie der Limonaden-Automat aus der Schule getragen wird. Die Freunde wollen die Männer davon abhalten, den Automaten wegzubringen, als die Polizei auftaucht und die Schüler verhaftet. Da sie minderjährig sind, werden sie in eine Arrestzelle gesteckt. Dort sprechen sie sich aus und beschließen, trotz ihrer Behinderungen bei Rising Star aufzutreten. Als sie aus dem Gefängnis entlassen werden, sprechen sich alle auch mit ihren Familien aus.
Bei Rising Star treten auch Mudslide Crush mit Don't Ya Wish U Were Us? auf. Danach gehen Lemonade Mouth auf die Bühne und wollen Determinate singen. Keiner außer Stella ist jedoch in der Lage zu spielen bzw. zu singen. Scott sieht dies mit an und beschließt der Band zu helfen, auch wenn Ray sagt, dass er dann Mudslide Crush verlassen müsse. Lemonade Mouth wollen schon die Bühne verlassen, als ein Mädchen anfängt, das Lied zu singen. Auch Scott unterstützt Stella als Gitarrist, während immer mehr aus dem Publikum das Lied singen. Die Band ist gerührt, obwohl sie nicht gewinnen.
Nach dem Auftritt versöhnen sich Scott und Mo wieder. Charlie sieht und akzeptiert es und lernt ein neues Mädchen kennen, während Wen Olivia ein neues Kätzchen schenkt. Wen gesteht Olivia, dass er sich mit seiner Stiefmutter angefreundet hat. Bei der Hochzeit von Wens Vater erzählt Stella dem Mann neben ihr, dass Wen ihr Bandkollege sei und der Mann erzählt ihr, dass Wens Vater ein alter Collegekumpel von ihm ist. Außerdem erzählt er, dass er früher auch eine Band hatte und heute ein äußerst erfolgreiches Limonaden-Unternehmen besitzt. Stella stutzt und fragt, ob er Mel sei. Er bejaht dies.
Mel spendet einen neuen Musiksaal, in dem ein Limonaden-Automat steht. Miss Reznik ist endlich glücklich. Am Ende geht Olivia mit einem Brief, in dem die Geschichte der Gründung von Lemonade Mouth steht, zu einem Briefkasten und schickt ihn ihrem Vater. Sie sagt, dass sie es kaum abwarten kann, ihm die ganze Geschichte zu erzählen. Der Film endet mit einem Auftritt am Madison Square Garden, bei dem sie Breakthrough singen.

## Besetzung
| Figur                  | Darsteller            | Deutscher Sprecher       |
| ---------------------- | --------------------- | ------------------------ |
| Olivia White           | Bridgit Mendler       | Farina Brock             |
| Wen Gifford            | Adam Hicks            | Patrick Roche            |
| Stella Yamada          | Hayley Kiyoko         | Malika Bayerwaltes       |
| Mohini „Mo“ Banjeree   | Naomi Scott           | Annina Braunmiller       |
| Charlie Delgado        | Blake Michael         | Max Felder               |
| Scott Pickett          | Nick Roux             | Friedemann Thiele        |
| Ray Beech              | Chris Brochu          | Karim El Kammouchi       |
| Miss Reznick           | Tisha Campbell-Martin | Claudia Urbschat-Mingues |
| Schuldirektor Brenigan | Christopher McDonald  | Christoph Jablonka       |
| Wens Vater             | Bob Jesser            | Martin Halm              |

- Buch: Christine Roche
- Dialogregie: Solveig Duda
- Deutsche Bearbeitung: FFS Film- & Fernseh-Synchron GmbH
- Aufnahmetonmeister: Johannes Stockmann
- Synchronschnitt: Susanne Benek und Daniela Summerer
- Mischtonmeister: Burno Brunner
- Aufnahmeleitung: Susanne Mitterbichler
- Kreative Gesamtleitung: Karin Hattinger

## Produktion
Die Produktion begann im Juli und endete im September 2010. Der Film wurde hauptsächlich in Albuquerque (New Mexico) gedreht. Andere Teile des Sets sowie die V. Sue Cleveland High School wurden in Rio Rancho (New Mexico) gefilmt. Die Namen von einigen Charakteren im Buch wurden für den Film abgeändert: „Olivia Whitehead“ wurde zu „Olivia White“ gekürzt, „Stella Penn“ wurde in „Stella Yamada“ geändert, „Mohini Banerjee“ wurde in „Mohini Banjaree“ umbenannt und „Charlie Hirsh“ änderte man in „Charlie Delgado“. Nur der Name des Charakters „Wen Gifford“ wurde nicht verändert.

## Rezeption

### Kritik
„Unterhaltungsfilm mit gut entwickelten Charakteren und eingängiger Musik für ein jugendliches Publikum. Viel Neues bietet er freilich nicht, zumal die Nähe zu den Disney-Erfolgsfilmen der "High School Musical"-Serie durchaus beabsichtigt ist.“

### Einschaltquoten
| Fernsehsender      | Datum          | Zuschauer      |
| ------------------ | -------------- | -------------- |
| Disney Channel USA | 15. April 2011 | 7,10 Millionen |
| ProSieben          | 3. Juli 2011   | 1,19 Millionen |

### Auszeichnungen
| Tabellarische Übersicht der Auszeichnungen und Nominierungen | Tabellarische Übersicht der Auszeichnungen und Nominierungen | Tabellarische Übersicht der Auszeichnungen und Nominierungen | Tabellarische Übersicht der Auszeichnungen und Nominierungen | Tabellarische Übersicht der Auszeichnungen und Nominierungen |
| Jahr                                                         | Auszeichnung                                                 | Für                                                          | Kategorie                                                    | Resultat                                                     |
| ------------------------------------------------------------ | ------------------------------------------------------------ | ------------------------------------------------------------ | ------------------------------------------------------------ | ------------------------------------------------------------ |
| 2011                                                         | Popstar Awards                                               | Lemonade Mouth                                               | Favorite TV Movie                                            | Gewonnen                                                     |
| 2011                                                         | JaNEWary Awards                                              | Determinate                                                  | Best iTunes Song                                             | Gewonnen                                                     |

## Soundtrack
Der Soundtrack zum Film wurde am 12. April 2011 von Walt Disney Records veröffentlicht.
Der Soundtrack enthält folgende Songs:
1. Turn Up the Music – Lemonade Mouth
2. Somebody – Lemonade Mouth
3. And the Crowd Goes – Mudslide Crush
4. Determinate – Lemonade Mouth
5. Here We Go – Lemonade Mouth
6. She’s So Gone – Lemonade Mouth
7. More Than a Band – Lemonade Mouth
8. Don’t Ya Wish U Were Us? – Mudslide Crush
9. Breakthrough – Lemonade Mouth
10. Livin’ on a High Wire – Lemonade Mouth (extra; Erweiterung des Filmes)

Somebody war die erste Single des Albums und wurde am 4. März 2011 weltweit zum ersten Mal bei Radio Disney gespielt. Am 18. März 2011 wurde während eines Specials von Zack & Cody an Bord das offizielle Musikvideo zur Single erstveröffentlicht. Neben Somebody platzierten sich auch Determinate und Breakthrough in den US-Singlecharts. Das Album erreichte Platz 4. Daneben gab es vereinzelte Platzierung von Album und Singles auch im Ausland, unter anderem in Deutschland und Österreich.

## Angekündigte Fortsetzung
Disney bestätigte am 15. Juni 2011, dass es eine Fortsetzung des Films geben wird. Jedoch gab Chris Brochu am 16. April 2012 auf Twitter bekannt, dass Lemonade Mouth 2 nicht mehr produziert wird. Trotzdem wird es eine Fortsetzung in Form eines weiteren Buches geben. Mark Peter Hughes veröffentlicht am 13. November 2012 die Fortsetzung Lemonade Mouth Puckers Up in Amerika.